# أغيوس غيوريوس (بويوتيا)
أييوس ييورييوس (Άγιος Γεώργιος) هي مدينة في فويوتيا في مقاطعة كينتريكي إلادا في اليونان.
يبلغ عدد سكانها حوالي 1917   نسمة.